# Pletsmolen (Meerssen)
De Pletsmolen (ook: Watervaldermolen) was een watermolen op de Watervalderbeek, gelegen in de huidige kom van Meerssen, nabij de straat die tegenwoordig Aan de Pletsmolen heet.
Het betrof een onderslagmolen van 1748 die dienst deed als korenmolen.
De molen werd in 1948 buiten bedrijf gesteld en in 1955 gesloopt, om plaats te maken voor woningbouw. De molen stond op de plaats waar tegenwoordig de overkluizing van de Watervalderbeek begint.